# Держави Йоруба

Держави Йору́ба — система державних утворень в Середньовіччя та Новий Час на узбережжі Бенінської затоки та в прилеглих до нього районах сучасних західної Нігерії і південно-східного Беніну.
Утворені різними підгрупами народу йоруба в 12-14 ст. Згідно з усною творчістю, зародились з одного спільного культурно-історичного міста Іфе.
Іфе — культурний і релігійний центр країни йоруба. Місто Ойо починаючи з 15 ст. поступово об'єднав під своєю зверхністю більшість держав Йоруба. У 2-й половині 18 ст. політичний вплив Ойо поширювалося на заході до Золотого Берега, на сході — до річки Нігер.
Суспільний лад держав Йоруба характеризувався пануванням общинних відносин при яскраво вираженій соціальній і економічній нерівності рядових общинників і правлячої верхівки. Велику роль в економічному та суспільному житті грали домашні раби і работоргівля. На початку 19 ст. держава Ойо розпалася на безліч дрібних незалежних міст-держав, що ворогували один з одним. У середині 19 ст. почалося поступове захоплення держав Йоруба Великою Британією. У 1906 захоплені території були включені до складу британської колонії і протекторату Південна Нігерія.
Найбільші відомі держави:
- Іфе
- Ойо
- Кету
- Шабе
- Даса
- Іджеша
- Екіті
- Ово
- Ондо
- Іджебу
- Егба
- Егбадо

А також міста-держави:
- Ібадан
- Абеокута